# Jakub (Iakobiszwili)
Jakub, imię świeckie Konstantine Iakobiszwili (ur. 1 marca 1962 w Tbilisi) – gruziński duchowny prawosławny, od 2010 biskup Bodbe.

## Życiorys
4 grudnia 2003 r. otrzymał święcenia diakonatu, a 22 lutego 2004 r. prezbiteratu. 9 maja 2010 roku otrzymał chirotonię biskupią.